# 瓊·里路德阿伯特
瓊·里路德阿伯特·莫尔（西班牙語：Joan Riudavets Moll，1889年12月15日—2004年3月5日），西班牙超級人瑞，也是西班牙史上獲驗證的男性最長壽者。他是繼2003年5月14日義大利超級人瑞瑪麗亞·特雷莎·富馬羅拉·利戈里奧（Maria Teresa Fumarola Ligorio，1889年12月2日－2003年5月14日）過世後成為歐洲在世且獲驗證的最長壽者，也是繼2003年9月28日日本超級人瑞中願寺雄吉過世後成為世界獲驗證的最長壽男性。也是最後1位逝世的生於1880年代的男性。

## 生平
1889年12月15日，里路德阿伯特出生於西班牙王國梅诺卡岛埃斯米格霍尔恩格兰。父親：佩雷·里路德阿伯特·莫爾（Pere Riudavets Moll，1860年－1927年5月27日），母親：卡塔利娜·莫爾-梅賽德斯（Catalina Moll Mercadés，1864年－1889年12月31日）則於1889年12月底即過世，年僅25歲。里路德阿伯特與他的妻子：Joana Jordl Sales（1889年－1979年）於1917年11月17日成婚。他直到1954年退休前為一名鞋匠，而且也是前埃斯米格霍尔恩格兰村村委員。里路德阿伯特於2004年時染上感冒，數天後病逝於梅諾卡島，享嵩壽114歲又81天，然而他由於年事已高，所以很難從輕微的感冒中恢復健康。里路德阿伯特身邊擁有兩名弟弟：佩雷·里路德阿伯特（Pere Riudavets Mercadal，1900年10月24日－2006年8月31日，享嵩壽105歲）以及何塞普·里路德阿伯特（Josep Riudavets Mercadal，1907年1月10日－2009年3月28日，享嵩壽102歲）。里路德阿伯特自2004年過世以後，美國超級人瑞弗雷德·黑爾成為世界最長壽男性。

## 外部連結
- Report on Riudavets Moll's death（西班牙文）
- Find A Grave （页面存档备份，存于）

| 紀錄              | 紀錄                                       | 紀錄               |
| ----------------- | ------------------------------------------ | ------------------ |
| 前任： 中願寺雄吉 | 在世最年長男性 2003年9月28日－2004年3月5日 | 繼任： 弗雷德·黑爾 |